# شهر اجتماع‌محور
طرح شهر اجتماع‌محور یا شهر اجتماعی، براساس میزان کاهش حمل و نقل خصوصی و توزیع متوازن خدمات شهری، توسط پاتریک گدس پیشنهاد گردید.
طرح شهر اجتماعی گدس گنجایش جمعیت در حدود ۴۰۰ هزار نفر را داشت.

## ساختار طرح
در این طرح، ده باغ‌شهر و یک شهر مرکزی در نظر گرفته شده بود. طوریکه برای تمام شهروندان زمینهٔ دسترسی به محل کار، تسهیلات آموزشی ساحات تفریحی و سایر خدمات در نظر گرفته شده بود.
در طرح شهر اجتماع‌محور نیز به مانند باغ‌شهر میزان حمل و نقل خصوصی کم بود و نیاز چندان به آن احساس نمی‌شد.